# Тахтамигда (населений пункт)
Тахтамигда (рос. Тахтамыгда) — село у Сковородінському районі Амурської області Російської Федерації. Розташоване на території українського історичного та етнічного краю Зелений Клин.
Входить до складу муніципального утворення Тахтамигдинська сільрада. Населення становить 1498 осіб (2018).

## Історія
З 20 жовтня 1932 року входить до складу новоутвореної Амурської області.
З 1 січня 2006 року органом місцевого самоврядкування є Тахтамигдинська сільрада.

## Населення
| 1959  | 1970  | 1979  | 1989  | 2002  | 2010  | 2012  |
| ----- | ----- | ----- | ----- | ----- | ----- | ----- |
| 4214  | ↘2445 | ↗3558 | ↘1559 | ↗1992 | ↘1676 | ↘1651 |
| 2013  | 2014  | 2015  | 2016  | 2017  | 2018  |       |
| ↘1614 | ↘1582 | ↘1567 | ↘1558 | ↘1518 | ↘1498 |       |